# Iván Trelles
Iván Trelles (*Cuenca, Ecuador, 6 de junio de 1990)  es un futbolista ecuatoriano, su posición dentro del campo es volante y Centrocampista
actualmente su club es el América de Quito de la Serie A de Ecuador.

## Clubes
| Club                  | País    | Año                |
| --------------------- | ------- | ------------------ |
| Universidad Católica  | Ecuador | 2007 - 2008        |
| Fuerza Amarilla       | Ecuador | 2008 - 2009        |
| Deportivo Cuenca      | Ecuador | 2009 - 2010        |
| Gualaceo SC           | Ecuador | 2010 - 2011        |
| Río Amarillo          | Ecuador | 2011 - 2011        |
| Deportivo Azogues     | Ecuador | 2011 - 2012        |
| Orense                | Ecuador | 2012 - 2013        |
| Atlético Mineiro      | Ecuador | 2013 - 2014        |
| Gualaceo SC           | Ecuador | 2014 - 2015 - 2016 |
| Técnico Universitario | Ecuador | 2017               |
| Orense                | Ecuador | 2018               |
| América de Quito      | Ecuador | 2019 - Presente    |

## Palmarés

### Campeonatos nacionales
| Título                         | Club                | País    | Año  |
| ------------------------------ | ------------------- | ------- | ---- |
| Campeón Primera Categoría B    | U.Católica          | Ecuador | 2007 |
| SubCampeón Primera Categoría A | Deportivo Cuenca    | Ecuador | 2009 |
| Segunda Categoría              | Campeón Gualaceo SC | Ecuador | 2014 |